# Festival Overlook
 (mai 2025).
Le Festival Overlook est un festival de musique en Dordogne. Il a l'ambition de promouvoir les musiques dites actuelles ou amplifiées, dans toutes leurs diversités, dans le Bergeracois. Il est organisé par l'association Overlook créée en 1981 et basée à Bergerac.
Le festival se déroule au mois de novembre. L'association Overlook s'est associée avec M'A Prod de Bordeaux pour sa 21e édition - 12 et 13 novembre 2010. La première soirée est orientée reggae (Broussaï, Linval Thompson, The Mighty Diamonds et Percubaba)et la deuxième soirée plus variée (Hocus Pocus, Luke, Lyre le Temps, Shaolin Temple Defenders).

## Édition 2006
Le 11 novembre 2006 le festival Overlook s'est notamment distingué en faisant venir sur scène deux grands noms de la scène rock française, d'un côté Sergent Garcia, et un autre groupe francophone K2R Riddim.

## Édition 2007
9 novembre
- Pixels//Decibels.Version1.1
- Thomas David
- Streetkiss
- Galaktyk Kowboys
- Heatkid
- Thomas David et Totemko

10 novembre
- Balicoton
- Kaolin
- Matmatah
- Deportivo

## Édition 2008
7 novembre
- High Tone
- Lima DJari
- Picola Naine

8 novembre
- The Inspector Cluzo
- Black Bomb A
- Suicidal Tendencies
- Tagada Jones

## Édition 2009
6 novembre
- The Wall
- Sinsemilia
- Webcam Hi-fi

7 novembre
- Mind Whispers
- Eths
- Gojira
- Lima DJari

## Édition 2010
12 novembre
- Broussaï
- Percubaba
- Linval Thompson
- The Mighty Diamonds

13 novembre
- Shaolin Temple Defenders
- Lyre le Temps
- Luke (groupe)
- Hocus Pocus (groupe)